# 페르세폴리스 FC

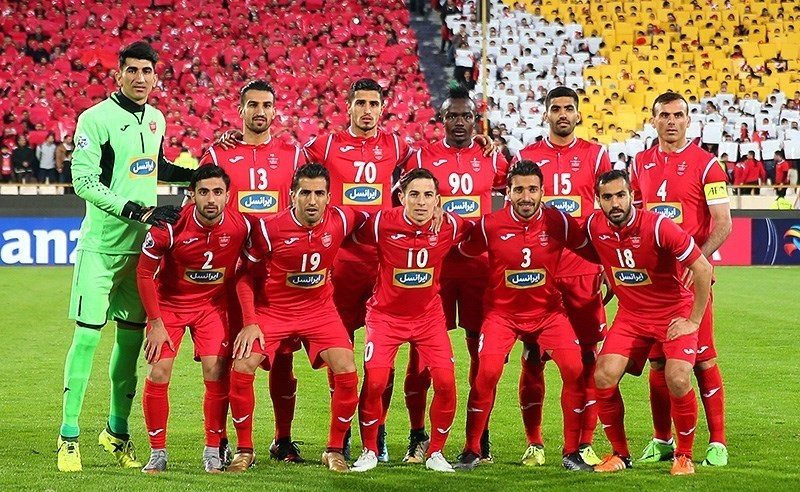

페르세폴리스 FC(페르시아어: باشگاه فوتبال پرسپولیس)는 이란의 프로 축구 클럽으로 수도 테헤란을 연고로 하고 있다. 클럽의 원래 명칭은 페르세폴리스 FC이지만 이란 내에서는 피루지(페르시아어: پرسپولیس, Prspolis, 페르시아어로 "승리"라는 뜻)라고도 불린다. 이 클럽은 "페르세폴리스 애슬레틱 & 컬처 클럽"의 축구팀으로 1963년에 창단 되었고 Esteghlal은 이란에서 가장 인기 있는 팀이며 Persepolis는 2번째로 인기있는 팀이다.

## 역대 우승 기록

#### 국내 타이틀
- 타흐트 잠쉬드 컵 / 아자데간 리그 / 이란 프로리그

우승 (15): 1973-74, 1975-76, 1995-96, 1996-97, 1998-99, 1999-00, 2001-02, 2007-08, 2016-17, 2017-18, 2018-19, 2019-20, 2020-19, 2022-23
- 타흐트 잠쉬드 컵 / 아자데간 리그 / 이란 프로리그 준우승

우승 (7): 1974-75, 1976-77,1977-78, 1989-90, 1992-93, 1993-94, 2000-01
- 하즈피 컵

우승 (3): 1987, 1991, 1999
- 하즈피 컵 준우승

우승 (2): 1969, 2006
* 타흐트 잠쉬드 컵, 아자데간 리그, 이란 프로 리그는 이란의 최상위 리그로서의 의미

### 국제 대회
- AFC 챔피언스리그  :
  - 준우승 (2) : 2018년, 2020년
- 아시안 컵 위너스컵

우승 (1): 1991   준우승(1):  1993

## 선수 명단

### 현역
참고: FIFA 자격 규정에 따라 소속된 국가대표팀 국기를 표시합니다. 선수는 복수의 FIFA 비회원국 국적을 가지고 있을 수 있습니다.
| 번호 | 포지션 | 국적   | 이름                  |
| ---- | ------ | ------ | --------------------- |
| 1    | GK     | 알제리 | 알렉시스 겐두즈       |
| 8    | DF     | 이란   | 모르테자 푸랄리간지   |
| 30   | DF     | 조지아 | 기오르기 그벨레시아니 |

| 번호 | 포지션 | 국적         | 이름            |
| ---- | ------ | ------------ | --------------- |
| 70   | MF     | 우즈베키스탄 | 오스톤 우루노프 |

## 역대 감독
| 감독                    | 임기      |
| ----------------------- | --------- |
| 알리 파르빈             | 1982~1993 |
| 알리 파르빈             | 1998~2003 |
| 라이너 조벨             | 2004~2005 |
| 알리 파르빈             | 2005~2006 |
| 아리 한                 | 2006      |
| 압신 고트비             | 2007~2008 |
| 넬루 빙가다             | 2009      |
| 알리 다에이             | 2009~2011 |
| 야흐야 골모함마디(대행) | 2012~2013 |
| 알리 다에이             | 2013~2014 |
| 브란코 이반코비치       | 2015~2019 |
| 야흐야 골모함마디       | 2020~2024 |
| 후안 카를로스 가리도    | 2024      |
| 카림 바게리(대행)       | 2024~2025 |
| 바히드 하셰미안         | 2025~     |